# Mammillaria kraehenbuehlii
Mammillaria kraehenbuehlii (Krainz) Krainz, es una especie fanerógama perteneciente a la familia Cactaceae. Es endémico de Oaxaca  en México. Su hábitat natural son los áridos desiertos.

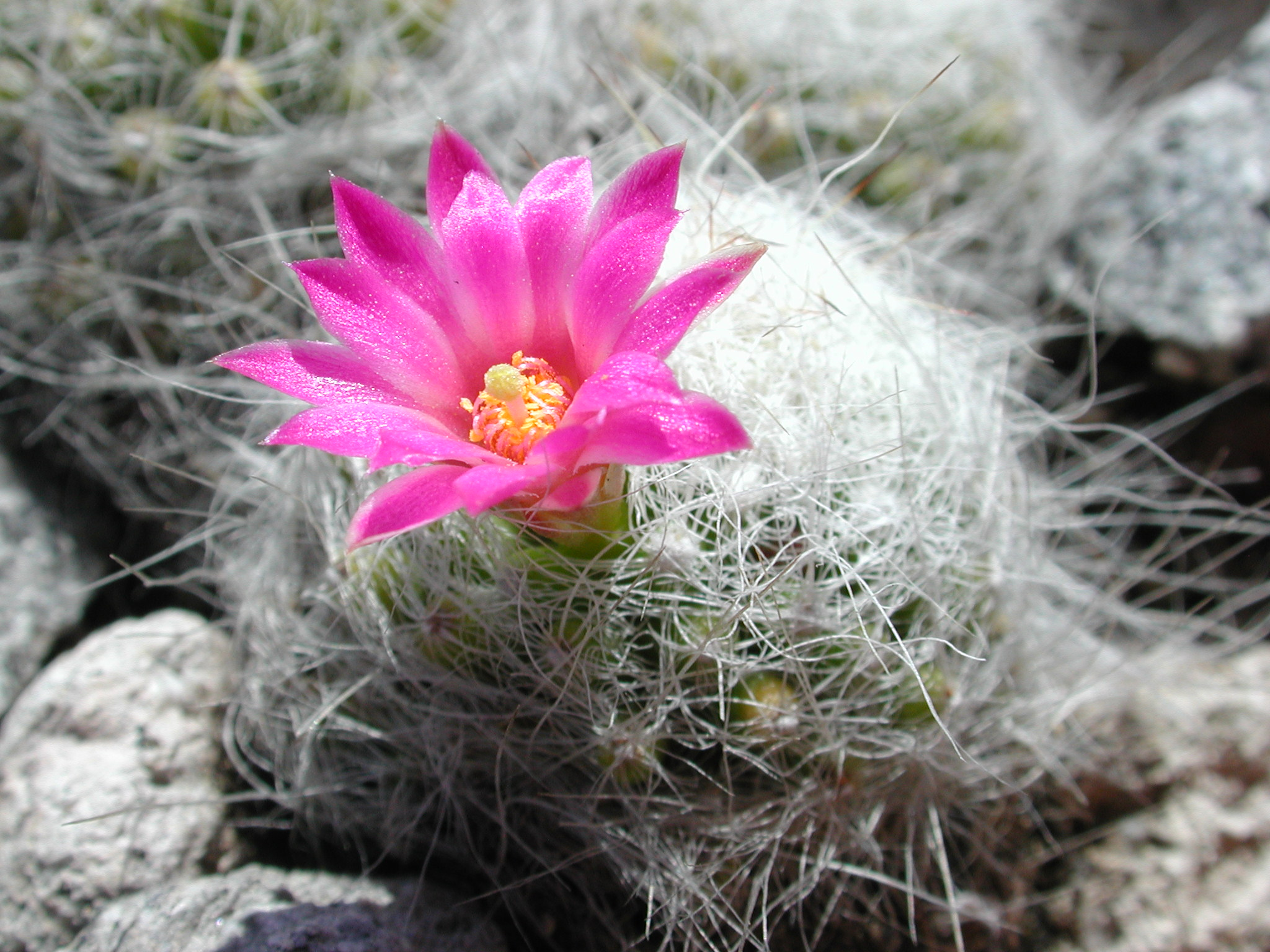
En flor

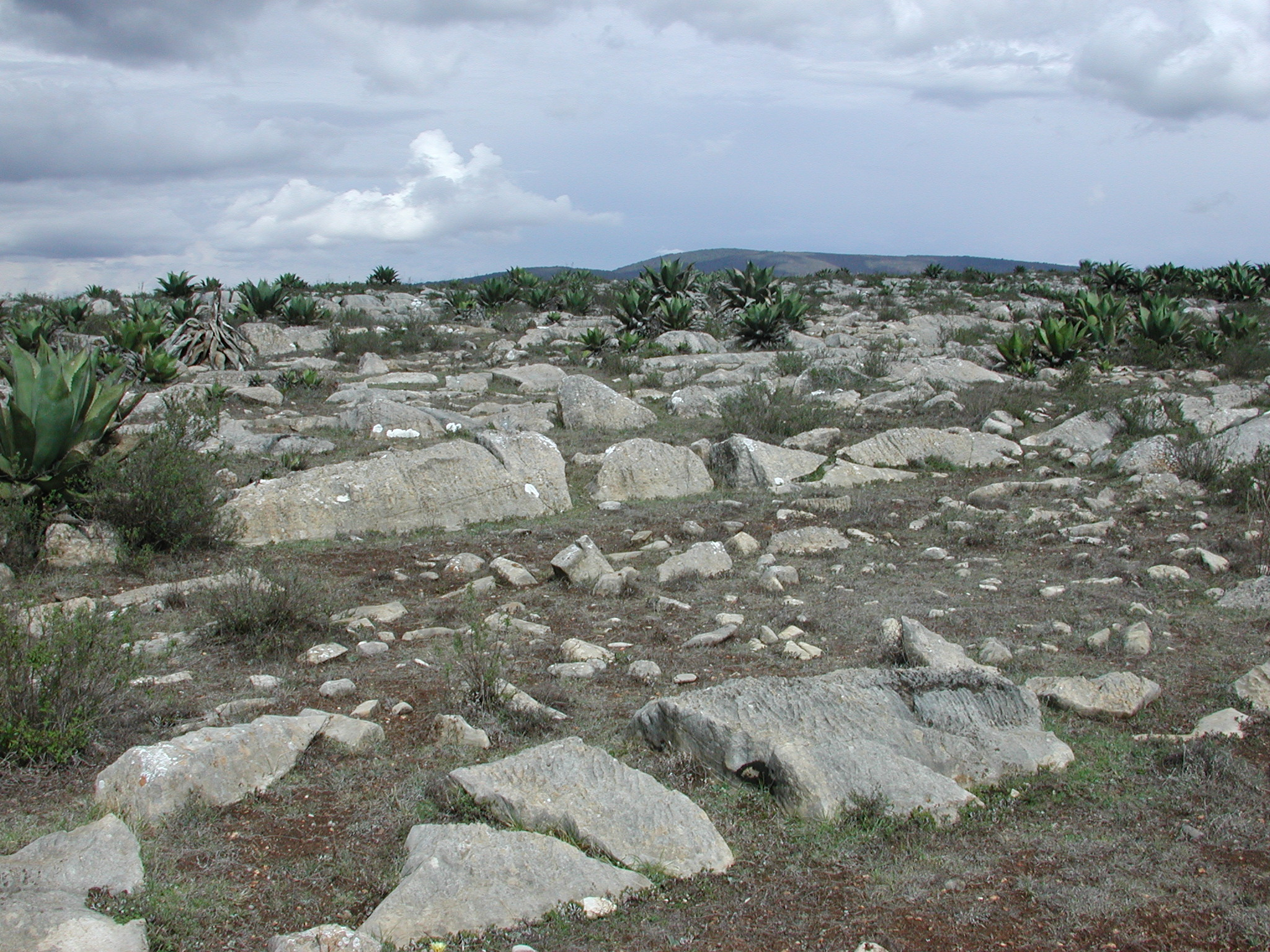
Hábitat

## Descripción
Es una planta perenne carnosa de crecimiento bajo, formando grupos densos. Los tallos esféricos, cilíndricos  son de carne suave, y miden de 3-12 cm de altura y alcanzan un diámetro de 3,5 centímetros. Las areolas  cónicas no contienen látex. Las axilas están desnudas. La espina central se inclina y  es de color marrón, mide 0,5 a 1 cm de largo. A veces, la espina central no  aparece. Las 18-24 espinas radiales son muy finas, de color blanco tiza, de 3-8 milímetros de largo. Las flores son de color lila a carmesí y miden hasta 1.8 cm de largo. El fruto es de color carmesí oscuro y contiene las semillas .

## Taxonomía
Mammillaria kraehenbuehlii fue descrita por (Krainz) Krainz y publicado en Kakteen 46–47: CVIIc, en el año 1971.
Etimología
Mammillaria: nombre genérico que fue descrita por vez primera por Carolus Linnaeus como Cactus mammillaris en 1753, nombre derivado del latín mammilla = tubérculo, en alusión a los tubérculos que son una de las características del género.
El epíteto de la especie kraehenbuehlii honra al especialista suizo y experto en cactus Felix Krähenbühl (1917-2001) de Arlesheim cerca de Basilea.
Sinonimia
- Pseudomammillaria kraehenbuehlii[3][4]